# Moderna
Moderna, Inc is een Amerikaans farmaceutisch en biotechnologisch bedrijf gevestigd in Cambridge, Massachusetts dat zich primair richt op de ontwikkeling van vaccintechnologieën gebaseerd op messenger RNA (RNA-vaccins). De naam van het bedrijf is een combinatie van modified en RNA.

## Activiteiten
Het technologieplatform is gericht op het inbrengen van synthetisch mRNA in lichaamscellen. De cellen zullen vervolgens zelf een antigeen produceren waardoor een immuunrespons ontstaat. Het mRNA is verpakt in gespecialiseerde nano-lipidedeeltjes.
Het enige commerciële product van het bedrijf is het Moderna-COVID-19-vaccin, en een RSV-vaccin (op de markt gebracht als Mresvia). Het bedrijf heeft 44 kandidaat geneesmiddelen vaccins ontwikkeld, waarvan er ongeveer 37 in klinische trials worden onderzocht. Belangrijke kandidaatvaccins van Moderna zijn gericht tegen griep, hiv, Epstein-Barr-virus, chikungunya, varicellazostervirus, een Zikavirusvaccin gefinancierd door de Biomedical Advanced Research and Development Authority, en enkele kankervaccins.

### Resultaten
Voor 2021 bestond de omzet van Moderna vooral uit inkomsten die het krijgt van partners voor het onderzoek dat wordt verricht. Partners in dit verband zijn staatsinstellingen als Biomedical Advanced Research and Development Authority (BARDA) en DARPA en de Gates Foundation, maar het krijgt ook geld van commerciële partijen als AstraZeneca, Merck&Co en Vertex. De eigen verkopen van producten waren minimaal, al werd in 2020 zo'n US$ 200 miljoen aan omzet gerapporteerd in relatie tot het corona vaccin. De onderzoekskosten liggen hoger dan de inkomsten waardoor de jaren 2016 tot en met 2020 met verlies zijn afgesloten.
In 2021 werd een omzet van ruim US$ 18 miljard gerealiseerd en bedroeg het nettoresultaat US$ 12 miljard. De zeer sterke stijging van de resultaten was vooral een gevolg van de verkopen van vaccins, de product verkopen stegen naar US$ 17,7 miljard en bleven ook in 2022 op dit hoge niveau. In 2023 zakten de verkopen van coronavaccins fors in en dit kon niet worden gecompenseerd door andere producten. Het bedrijf leed een fors verlies, maar dankzij de forse winsten in 2021 en 2022 is er voldoende eigen vermogen om deze negatieve resultaten op te vangen.
| Jaar | Omzet           | R&D Kosten      | Netto- resultaat |
| Jaar | (× US$ miljoen) | (× US$ miljoen) | (× US$ miljoen)  |
| ---- | --------------- | --------------- | ---------------- |
| 2016 | 108             | 275             | −230             |
| 2017 | 205             | 410             | −270             |
| 2018 | 135             | 454             | −402             |
| 2019 | 60              | 496             | −514             |
| 2020 | 803             | 1370            | −747             |
| 2021 | 18.471          | 1991            | 12.202           |
| 2022 | 19.263          | 3295            | 8362             |
| 2023 | 6848            | 4845            | −4714            |
| 2024 | 3236            | 4543            | −3561            |

## Geschiedenis
In 2010 werd ModeRNA Therapeutics opgericht om het onderzoek van stamcelbioloog Derrick Rossi te commercialiseren. De naam is de combinatie van "modified" en "RNA". Rossi baseerde zich mede op de inzichten van de Hongaarse biochemica Katalin Karikó over adaptieve immuniteit op basis van mRNA. Samen met de Amerikaanse immunoloog Drew Weissman ontdekte hij dat modificaties aan nucleosiden de immunogeniciteit van RNA kan onderdrukken. Deze bevinding zou later worden gepatenteerd en werd door Moderna en BioNTech gebruikt om COVID-19-vaccins te ontwikkelen.
In maart 2013 ondertekenden ModeRNA Therapeutics en AstraZeneca een overeenkomst voor vijf jaar om mRNA gebaseerde behandelingen op het therapeutische gebied van hart- en vaatziekten en kanker te ontwikkelen. AstraZeneca deed een vooruitbetaling van US$ 240 miljoen aan ModeRNA. In oktober 2013 stelde Defense Advanced Research Projects Agency (DARPA) US$ 25 miljoen beschikbaar om mRNA-therapieën te ontwikkelen. In november 2013 haalde het bedrijf US$ 110 miljoen door middel van een uitgifte van aandelen.
In januari 2014 betaalde Alexion Pharmaceuticals aan ModeRNA US$ 100 miljoen voor de ontwikkeling van 10 geneesmiddelen ter behandelingen van zeldzame ziekten met behulp van Moderna's mRNA-vaardigheden. In 2017 werd dit onderzoeksprogramma gestaakt nadat uit dierproeven was gebleken dat de behandeling nooit veilig genoeg zou zijn voor mensen.
In 2018 werd de naam gewijzigd in Moderna, Inc.. Op 7 december kreeg het bedrijf een notering aan de NASDAQ. Er werden ruim 26 miljoen aandelen geplaatst tegen een koers van US$ 23 per aandeel. De totale opbrengst voor het bedrijf was US$ 600 miljoen en de totale beurswaarde kwam uit op US$ 7,5 miljard.
Op 16 november 2020 maakte Moderna de resultaten bekend van zijn klinische fase 3-studie van zijn COVID-19 RNA-vaccin, mRNA-1273, waaruit bleek dat dit vaccin 94,5% effectief was. Het bedrijf verklaart dat hun vaccin niet bij zeer lage temperaturen bewaard hoefde te worden, maar bij -20 °C, wegens een specifieke technische formulering. Het vaccin werd door het Europees Geneesmiddelenbureau op 6 januari 2021 goedgekeurd. Het vaccin wordt geleverd als injectievloeistof in een flacon, die tien tot elf doses van 0,25 ml bevat en niet voor toediening hoeft te worden verdund, zoals noodzakelijk is met het Pfizer-vaccin. De aanbevolen tussentijd tussen de twee noodzakelijke vaccinaties is vier weken.
Eind 2021 heeft een Britse aandeelhouder Moderna aangesproken op zijn vaccin beleid. Legal & General Investment Management (LGIM) vindt de prijzen voor het COVID-vaccin te hoog mede omdat Moderna voor de ontwikkeling en productie veel overheidsgeld heeft ontvangen. Alleen DARPA heeft zo'n US$ 2,5 miljard bijgedragen. Volgens LGIM heeft Moderna tot zover 88% van alle vaccins verkocht aan rijke ontwikkelde landen en slechts 12% aan arme onderontwikkelde landen. Verder betaalden de arme landen zo'n US$ 27-30 per dosis en dat is meer dan de rijke landen. LGIM is van mening dat Moderna de receptuur moet vrijgeven zodat arme landen zelf het vaccin kunnen produceren. Moderna kondigde in oktober 2021 aan, naast de productielocatie in Norwood (Massachusetts) een vaccinfabriek te willen bouwen in Afrika, met een capaciteit van een half miljard vaccins per jaar.
In mei 2025 heeft de regering van Donald Trump een project van US$ 766 miljoen geannuleerd die aan Moderna was toegekend voor de ontwikkeling van een vaccin tegen potentiële pandemische influenzavirussen, waaronder de vogelgriep H5N1. Het geld was onder de vorige regering van Joe Biden beschikbaar gesteld via de Biomedical Advanced Research and Development Authority (BARDA). Moderna ontving US$ 176 miljoen in juli 2024 en US$ 590 miljoen in januari 2025. De tweede tranche was bedoeld voor een klinische studie die de werkzaamheid van het vaccin had kunnen bepalen. De minister van Volksgezondheid en Sociale Zaken Robert F. Kennedy jr. heeft diverse malen zijn scepsis over mRNA-vaccins uitgesproken en het besluit valt daarvan niet los te zien.